# Bob St. Clair
Robert Bruce St. Clair (San Francisco, 18 febbraio 1931 – Santa Rosa, 20 aprile 2015) è stato un giocatore di football americano statunitense che ha giocato nel ruolo di offensive tackle per tutta la carriera per i San Francisco 49ers della National Football League (NFL). È stato inserito nella Pro Football Hall of Fame nel 1990.

## Biografia

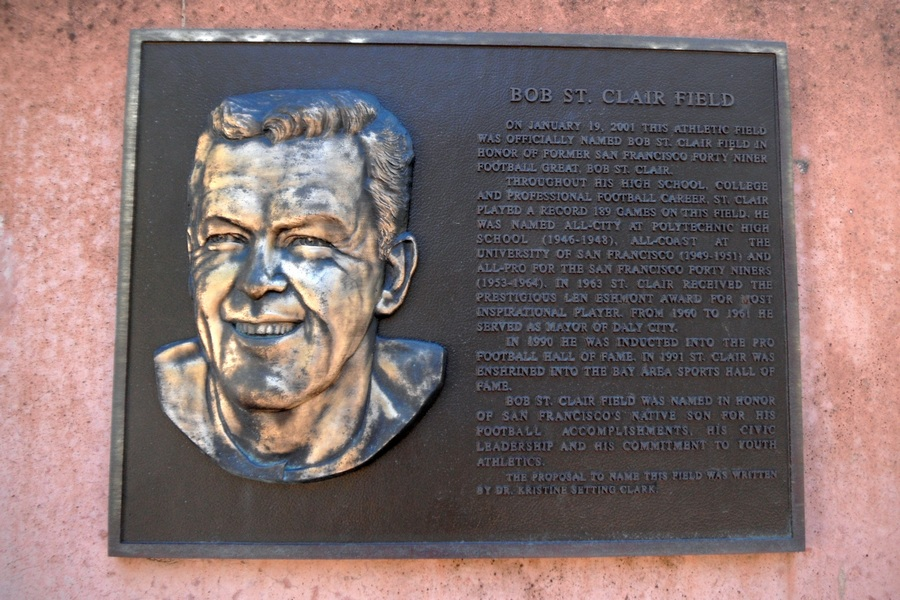
La targa in onore di St. Clair al Kezar Stadium

St. Clair è uno dei pochi giocatori della storia ad aver disputato tutta la carriera nella stessa città e nello stesso stadio. Frequentò la San Francisco's Polytechnic High School (situata nella via dello stadio) e la University of San Francisco, facendo parte della squadra imbattuta del 1951. Dopo che la USF decise di non proseguire col programma scolastico nel football, St. Clair terminò la sua carriera universitaria alla University of Tulsa. Fu scelto dai San Francisco 49ers nel corso del Draft NFL 1953 con cui disputò tutta la carriera professionistica fino al ritiro avvenuto prima della stagione 1964.
Nel 2001, in segno di tributo per le 17 stagioni disputate al Kezar Stadium, la città di San Francisco ribattezzò la stadio in suo onore.
St. Clair fu anche il sindaco di Daly City, California (mentre era ancora un giocatore attivo) dal 1958 al 1961 e come supervisore della Contea di San Mateo dal 1966 al 1974.

## Palmarès
- (5) Pro Bowl (1956, 1958, 1959, 1960, 1961)
- (9) All-Pro (1953-1956, 1958, 1960-1963)
- Numero 79 ritirato dai San Francisco 49ers
- Formazione ideale della NFL degli anni 1950
- Pro Football Hall of Fame